# Мохаммед Аль-Хайбарі
Мохаммед Аль-Хайбарі (араб. محمد الخيبري, нар. 18 квітня 2002) — саудівський футболіст,  захисник клубу «Аль-Гіляль» у Професіональній лізі Саудівської Аравії.

## Клубна кар'єра
Вихованець клубу «Ан-Наср», з якого перейшов у «Аш-Шабаб». 14 серпня 2020 року дебютував за цю команду в матчі Професіональної ліги Саудівської Аравії проти «Аль-Файха» (1:1), вийшовши на заміну замість Хасана Муата Фаллатаха на 83-й хвилині.
1 лютого 2021 року перейшов у «Аль-Гіляль».